# هارولد رينا
هارولد رينا (بالإسبانية: Harold Reina) (18 يوليو 1990 في كولومبيا - ) هو لاعب كرة قدم كولومبي في مركز الهجوم. لعب مع أبولون ليماسول وديبورتيفو باستو وديبورتيفو كالي وذي سترونغيست ونادي أيك لارنكا وCortuluá ‏ وPacífico F.C. ‏ وAtlético de la Sabana ‏ وكوكوتا ديبورتيفو ‏.

## وصلات خارجية
- هارولد رينا على موقع قاعدة بيانات كرة القدم.إي يو (الإنجليزية)
- هارولد رينا على موقع Soccerway.com (الإنجليزية)
- هارولد رينا على موقع AS.com (الإسبانية)